# Туциндан
Туциндан (серб. Туциндан, Тучиндан, Стражњи дан, Здражњи дан) — сербский народно-православный праздник, который отмечается 23 декабря (5 января) в Сербии, Черногории и Республике Сербской.  Первый день из трёхдневного празднования Рождества (Божича).

## Традиции
Праздник отмечается в Республике Сербской, Сербии и Черногории ежегодно, — за два дня до Рождества Христова и накануне Рождественского сочельника. 
В буквальном переводе с сербского Туциндан означает «День забоя [рождественского поросёнка]». В Поповом поле (восточная Герцеговина) день называется Стражњи дан, или Здражњи дан, что можно перевести как «Предшествующий день».
В этот день забивают поросёнка, который будет готовиться на следующий день, а подаваться на Рождество. Он именуется Божичняр («Рождество» по-сербски — Божич). Божичняра полагается не заколоть, а именно забить. Утуцать — ударить обухом (тупой стороной топора) или киянкой по лбу, предварительно его посолив. Считается, что кровь такого поросёнка обладают лечебными свойствами. Также хозяйка замешивает тесто для праздничного пирога, который будет печься в Сочельник. Согласно распространённому мнению, в этот день ничего нельзя давать из дома.
В прошлом именно в Туциндан во дворе вырубали дерево для Бадняка, который вносили в дом только на следующий день, в Сочельник.
По сложившимся традициям праздника, в Туциндан нельзя наказывать детей: у жителей балканского полуострова, отмечающих этот праздник, есть поверье, что если в этот день наказать ребёнка, то он весь год будет непослушным.